# Castrejón de la Peña (kommun)
Castrejón de la Peña är en kommun i Spanien.   Den ligger i provinsen Provincia de Palencia och regionen Kastilien och Leon, i den norra delen av landet, 270 km norr om huvudstaden Madrid. Antalet invånare är 444.